# Cheilanthes tryonii
Cheilanthes tryonii là một loài thực vật có mạch trong họ Adiantaceae. Loài này được T. Reeves miêu tả khoa học đầu tiên năm 1980.